# Vander
Vander es un lugar designado por el censo ubicado en el Condado de Cumberland y en el estado estadounidense de Carolina del Norte. La localidad en el año 2000, tenía una población de 1.204 habitantes en una superficie de 9,9 km², con una densidad de población de 121,9 personas por km².

## Geografía
Vander se encuentra ubicado en las coordenadas 35°1′54″N 78°47′30″O / 35.03167, -78.79167. Según la Oficina del Censo, la localidad tiene un área total de 9,9 km² (3,8 mi²), de la cual 9,9 km² (3,8 mi²) es tierra y 0 km² (0 mi²) (0.0%) es agua.

### Localidades adyacentes
El siguiente diagrama muestra a las localidades en un radio de 16 kilómetros (9,9 mi) de Vander.

## Demografía
En el 2000 la renta per cápita promedia del hogar era de $40.260, y el ingreso promedio para una familia era de $44.167. El ingreso per cápita para la localidad era de $19.059. En 2000 los hombres tenían un ingreso per cápita de $32.750 contra $23.250 para las mujeres. Alrededor del 9.10% de la población estaba bajo el umbral de pobreza nacional.